# Магдалена Шай
Магдалена Шай (пол. Magdalena Szaj; нар. 12 лютого 1995, Кроново, Польща) — польська футболістка, півзахисниця. Виступала за національну збірну Польщі.

## Клубна кар'єра
Футбольну кар'єру розпочала в «ЛКС Сурма» (Барчево) з Вармінсько-Мазурського воєводства. Виступала за команду до літа 2010 року, а потім у віці 15 років приєдналася до КС АЗС (Вроцлав). У футболці вроцлавського клубу в сезоні 2011/12 років дебютувала у вищій жіночій лізі Польщі. 6 серпня 2014 року покинула Польщу і підписала 2-річний контракт з командою німецької Бундесліги «Турбіне» (Потсдам).

## Кар'єра в збірній
Зіграла 6 матчів та відзначилася 5-ма голами за дівочу збірну WU-17, а також провела дев'ять матчів та відзначилася одним голом за молодіжну збірну країни (WU-19). З 2013 року виступала за національну збірну Польщі. 